# Gangawati
Gangawati är en stad i distriktet Koppal i delstaten Karnataka i Indien. Folkmängden uppgick till 105 529 invånare vid folkräkningen 2011, med förorter 114 642 invånare.